# CXML
cXML (Ngôn ngữ Đánh dấu Mở rộng Thương mại) là một giao thức máy tính, được tạo bởi Ariba, có khuynh hướng dùng cho các tài liệu thương mại giữa các ứng dụng mua sắm, các trung tâm thương mại điện tử và người cung cấp. cXML được dựa trên XML và cung cấp định dạng lược đồ XML cho các giao dịch thương mại, cho phép chương trình thay đổi và chứng thực tài liệu mà không cần phải có kiến thức trước về mẫu văn bản.
Giao thức không bao gồm đầy đủ các tương tác theo chiều rộng để liên kết với các bên thứ 3. Tuy nhiên, nếu cXML có thể mở rộng thông qua việc dùng các thuộc tính mới và các vùng được định nghĩa thêm cho các nhận dạng khác nhau. Việc mở rộng này là sự hạn chế cấu hình point-to-point cho thông tin liên lạc.
Giao thức hiện tại bao gồm các tài liệu cho việc cài đặt (hồ sơ giao dịch & thông tin chi tiết công ty), nội dung danh mục, tích hợp ứng dụng (bao gồm tính năng sử dụng PunchOut), thay đổi và xóa tài liệu và phản hồi các yêu cầu, xác nhận đơn đặt hàng và tài liệu chú ý về vận chuyển hàng (cXML tương tự EDI 855 và 856) và hóa đơn.
PunchOut  là một giao thức cho quản lý phiên tương tác trên Internet, một thông tin liên lạc từ ứng dụng này với ứng dụng khác, đạt được thông qua hộp thoại thời gian thực, các thông điệp cXML đồng bộ, hỗ trợ tương tác người dùng với kết nối từ xa. Giao thức này chủ yếu được dùng ngày này trong dạng PunchOut mua bán, được đặc tả hỗ trợ tương tác giữa một ứng dụng mua bán và website thương mại điện tử của người cung cấp và có thể bao gồm một sự trung gian chứng thực và các phiên bản so khớp.

## Các lợi ích
- Dễ dàng thực thi quá trình tự động nhận, thực hiện cập nhật danh mục và chuyển đổi danh mục
- Nhiều giải pháp bên bán sẵn với các giao thức mở gói
- cXML hỗ trợ các giao dịch phiên kết nối bán hàng từ xa (PunchOut)
- Khả năng mở rộng: Nếu các quan hệ của người mua cần nhiều thông tin hơn bản chất cXML có thể hỗ trợ, dữ liệu có thể gửi đến theo kiểu end-to-end
- Thúc đẩy XML, một ngôn ngữ mở hỗ trợ đầy đủ cho việc mô tả thông tin
- cXML chỉ cung cấp chuẩn XML với kiểu thương mại điện tử B2C và thiếu nhiều cú pháp từ EDI

## Các vấn đề về sở hữu trí tuệ
cXML được xuất bản dựa trên nhu cầu của nhiều công ty. cXML là một giao thức xuất bản miễn phí trên Internet cùng với XML, DTD kèm theo. cXML cho phép tất cả mọi người sử dụng mà không ngăn cấm bất cứ điều khoản gì từ thay đổi và đặt tên cho chuẩn riêng của họ nếu phát triển từ cXML. Vào tháng 2 năm 1999, chuẩn cXML được có sẵn cho tất cả mọi người. Mọi chi tiết về vấn đề thỏa thuận bản quyền có thể tìm thấy tại địa chỉ: http://www.cXML.org/license.cfm Lưu trữ ngày 11 tháng 3 năm 2013 tại Wayback Machine